# 学園都市駅
学園都市駅（がくえんとしえき）は、兵庫県神戸市西区学園西町にある神戸市営地下鉄西神・山手線の駅である。駅番号はS14。駅イメージテーマは「学生と市民のふれあい」。本当に住みやすい街大賞2018 in関西で第4位に選ばれている。

## 歴史
- 1985年（昭和60年）6月18日：名谷 - 当駅間の延伸開業に際し営業開始[2]。
- 1987年（昭和62年）3月18日：当駅 - 西神中央間延伸開業に伴い中間駅となる[4]。
- 1995年（平成7年）
  - 1月17日：阪神・淡路大震災で被災し、不通。
  - 1月18日：営業再開（名谷 - 当駅間は単線運転開始）。
  - 1月25日：名谷 - 当駅間複線運転再開。
- 2022年（令和4年）：ホームドア使用開始。

## 駅構造
地上2階にコンコース、改札があり、地上1階にプラットホームがある地上駅。地上1階のプラットホームは相対ホームの2面2線である。線路面の海抜は約87m。
トイレは改札内にある。

### のりば
| 番線 | 路線         | 行先                    |
| ---- | ------------ | ----------------------- |
| 1    | 西神・山手線 | ■三宮・新神戸・谷上方面 |
| 2    | 西神・山手線 | □西神中央方面           |

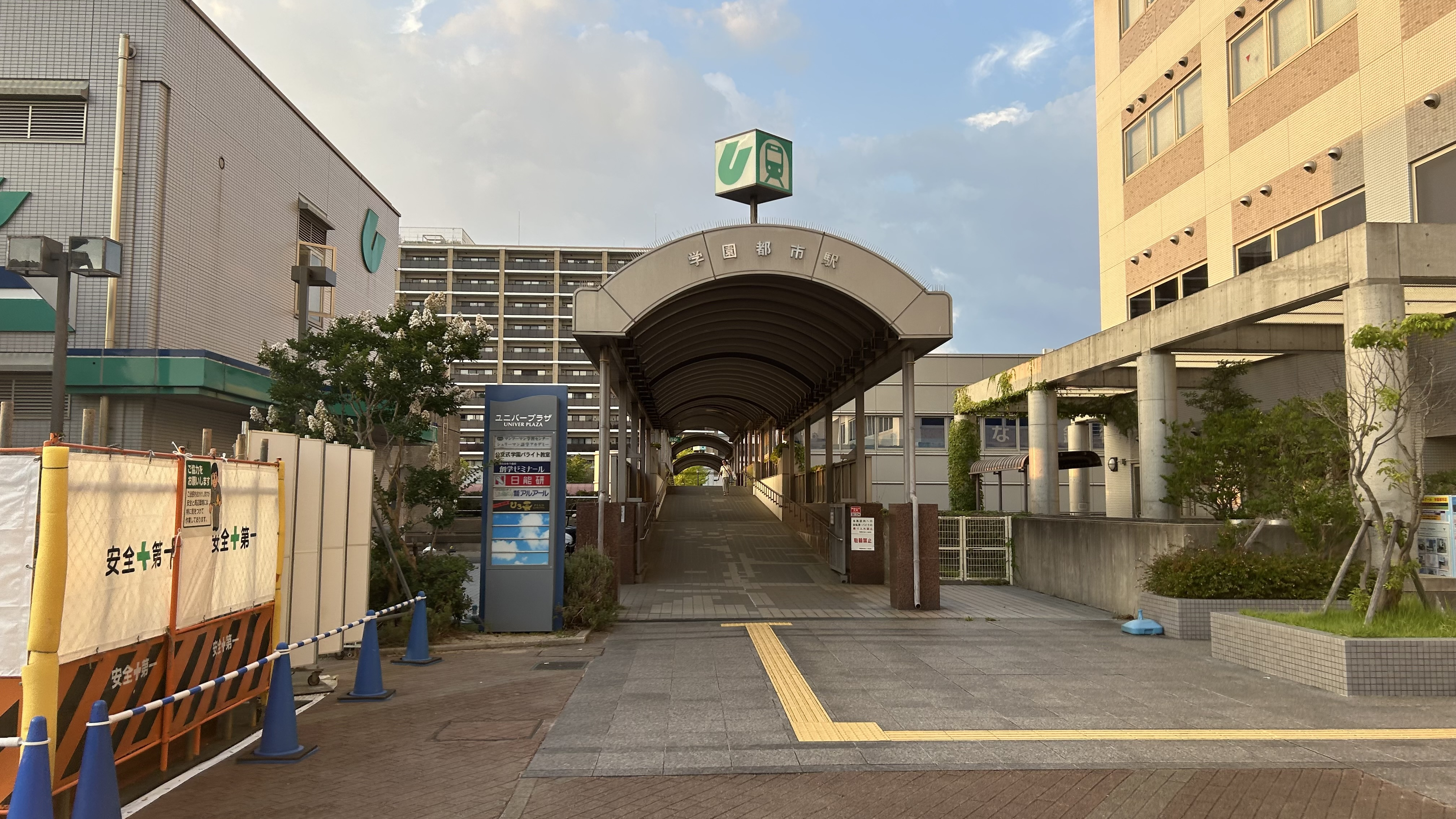
西出口
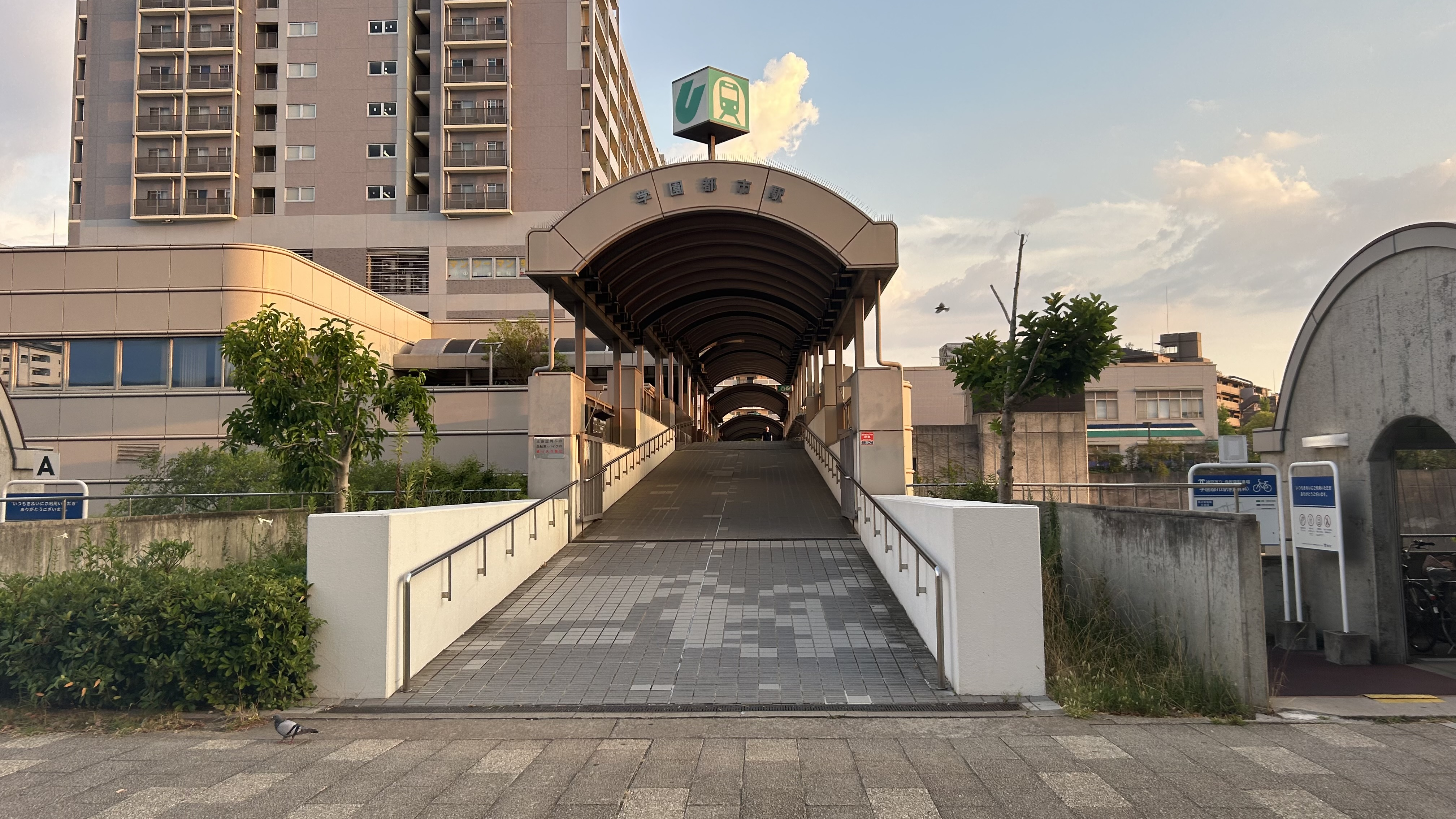
西出口
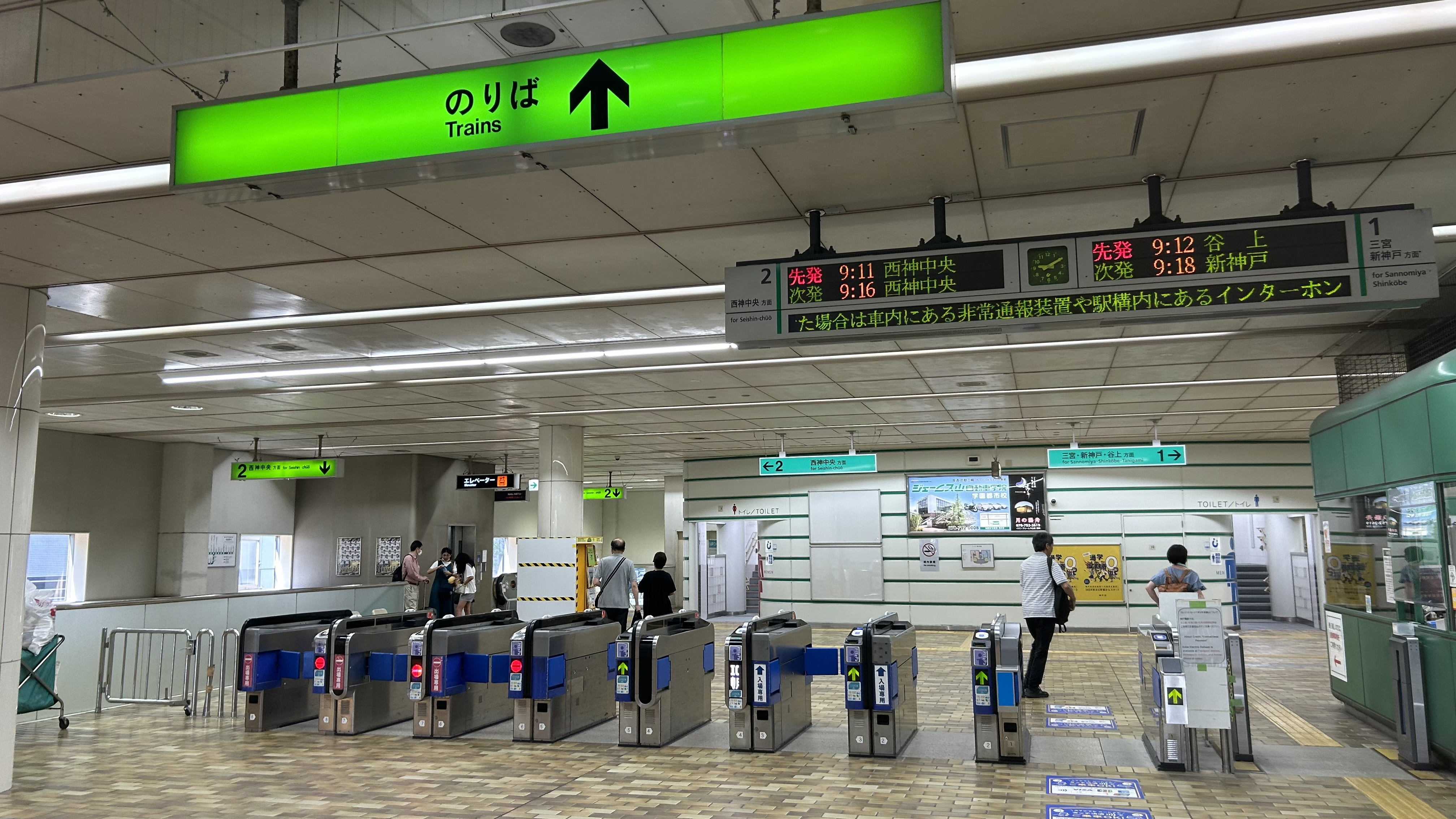
改札口
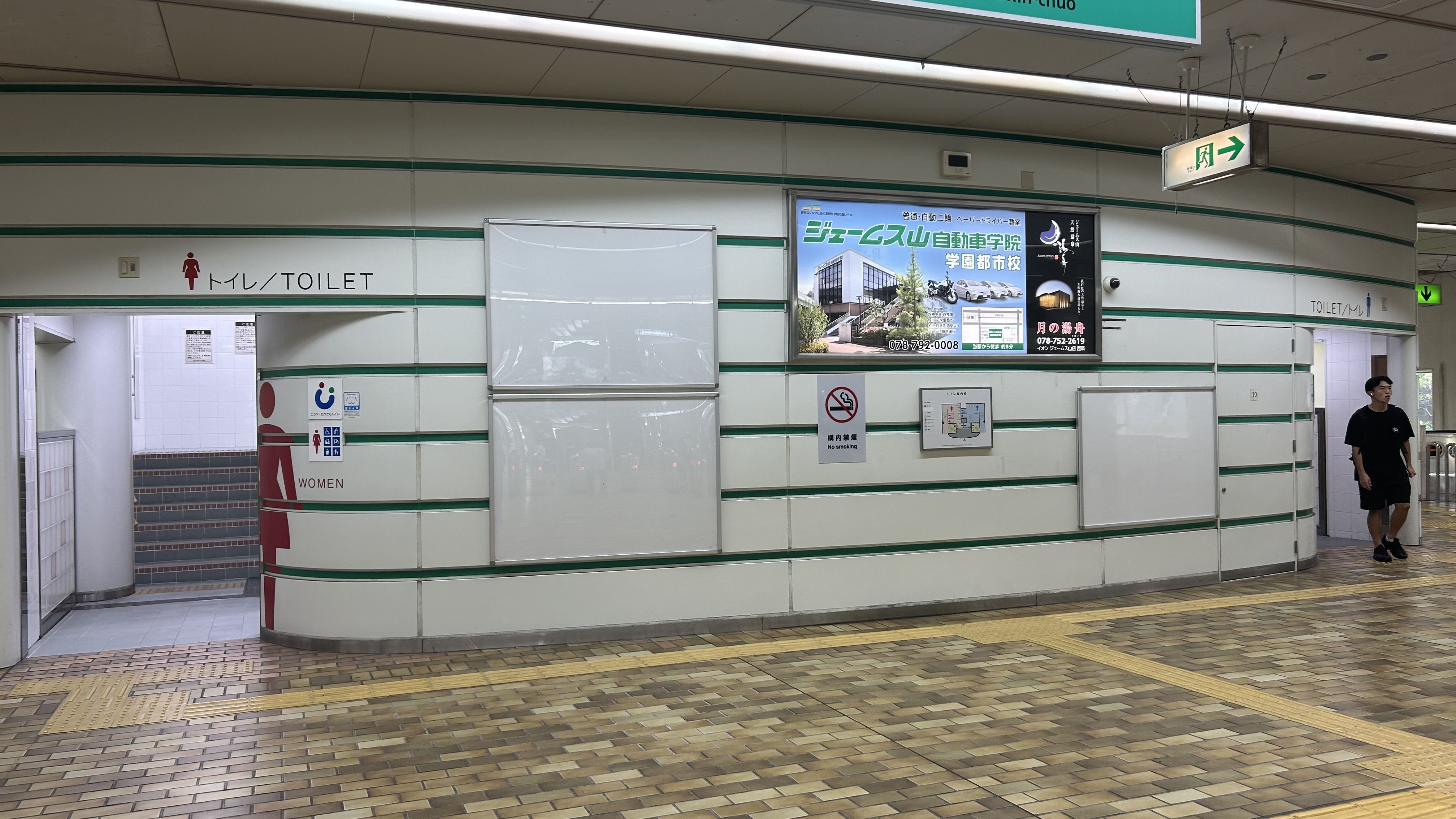
トイレ
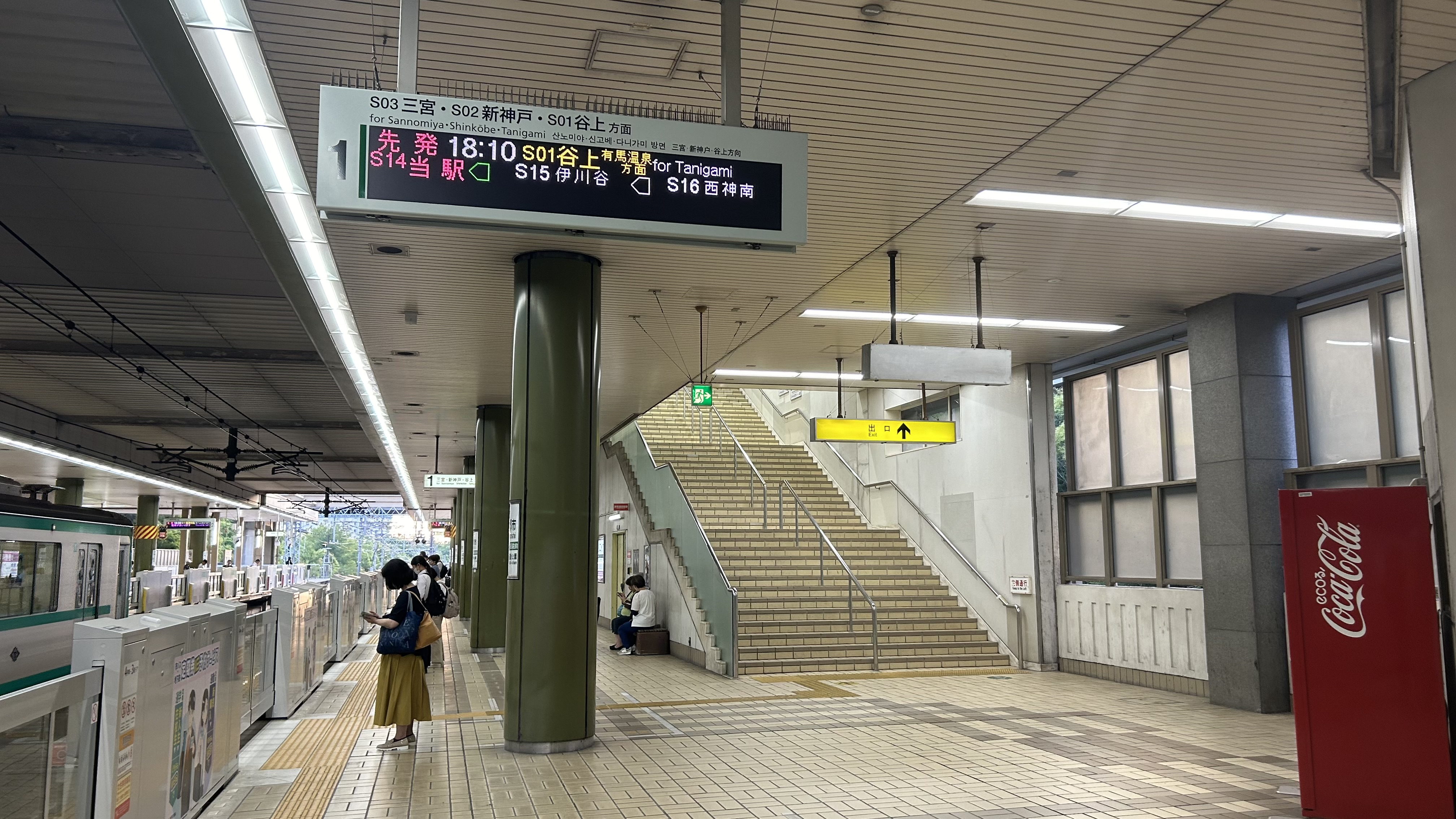
1番線ホーム
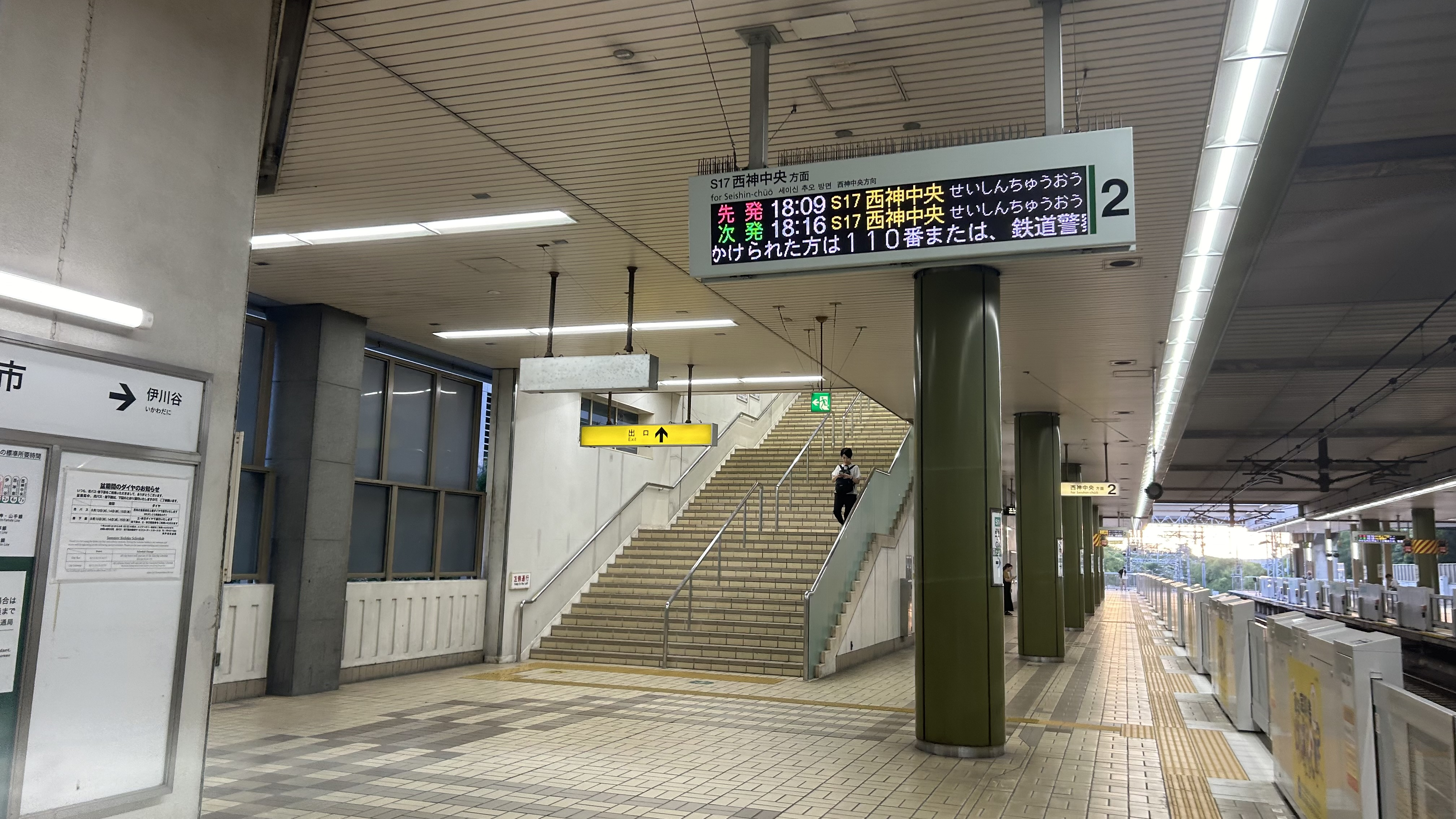
2番線ホーム

付記事項
- 駅の三宮方には渡り線が存在し、学園都市駅折り返しが可能となっている（現行ダイヤでは設定が無いが、車両の方向幕には『学園都市』と『快速・学園都市』の表示が入っている。但し北神車は前者のみ表示有）。
  - 西神中央延伸開業後も、1993年7月のダイヤ改正まではラッシュ時を中心に当駅発着の新神戸方面行き列車が存在していた。
  - また、1996年5月のダイヤ改正までは総合運動公園でのイベント（グリーンスタジアム神戸でのプロ野球公式戦など）開催時に名谷折り返しの列車[8]が当駅まで臨時延長運転されることがあった。
  - ダイヤ乱れが発生した場合には、現在でも使用されることがある。

## 利用状況
2022年（令和4年）度の1日平均の乗車人員は16,593人である。
西区、垂水区の新興住宅地から中心部への利用が圧倒的に多いが、他地域より当駅周辺の大学、高等学校、専門学校等へ向かう通学利用も多い。
近年の1日平均乗車人員推移は下記の通り。
| 年度               | 1日平均 乗車人員 |
| ------------------ | ---------------- |
| 1995年（平成07年） | 18,317           |
| 1996年（平成08年） | 18,627           |
| 1997年（平成09年） | 18,587           |
| 1998年（平成10年） | 18,664           |
| 1999年（平成11年） | 18,646           |
| 2000年（平成12年） | 18,350           |
| 2001年（平成13年） | 19,362           |
| 2002年（平成14年） | 18,927           |
| 2003年（平成15年） | 18,599           |
| 2004年（平成16年） | 18,479           |
| 2005年（平成17年） | 18,716           |
| 2006年（平成18年） | 18,802           |
| 2007年（平成19年） | 18,869           |
| 2008年（平成20年） | 18,473           |
| 2009年（平成21年） | 18,101           |
| 2010年（平成22年） | 17,956           |
| 2011年（平成23年） | 17,875           |
| 2012年（平成24年） | 18,044           |
| 2013年（平成25年） | 18,293           |
| 2014年（平成26年） | 18,299           |
| 2015年（平成27年） | 18,337           |
| 2016年（平成28年） | 18,349           |
| 2017年（平成29年） | 18,602           |
| 2018年（平成30年） | 18,754           |
| 2019年（令和元年） | 18,829           |
| 2020年（令和02年） | 13,235           |
| 2021年（令和03年） | 14,720           |
| 2022年（令和04年） | 16,593           |

## 駅周辺
駅は神戸研究学園都市の中心に位置する。駅前に商業施設とバスターミナルがあり、その周囲に住宅・学校がある。

### 商業施設

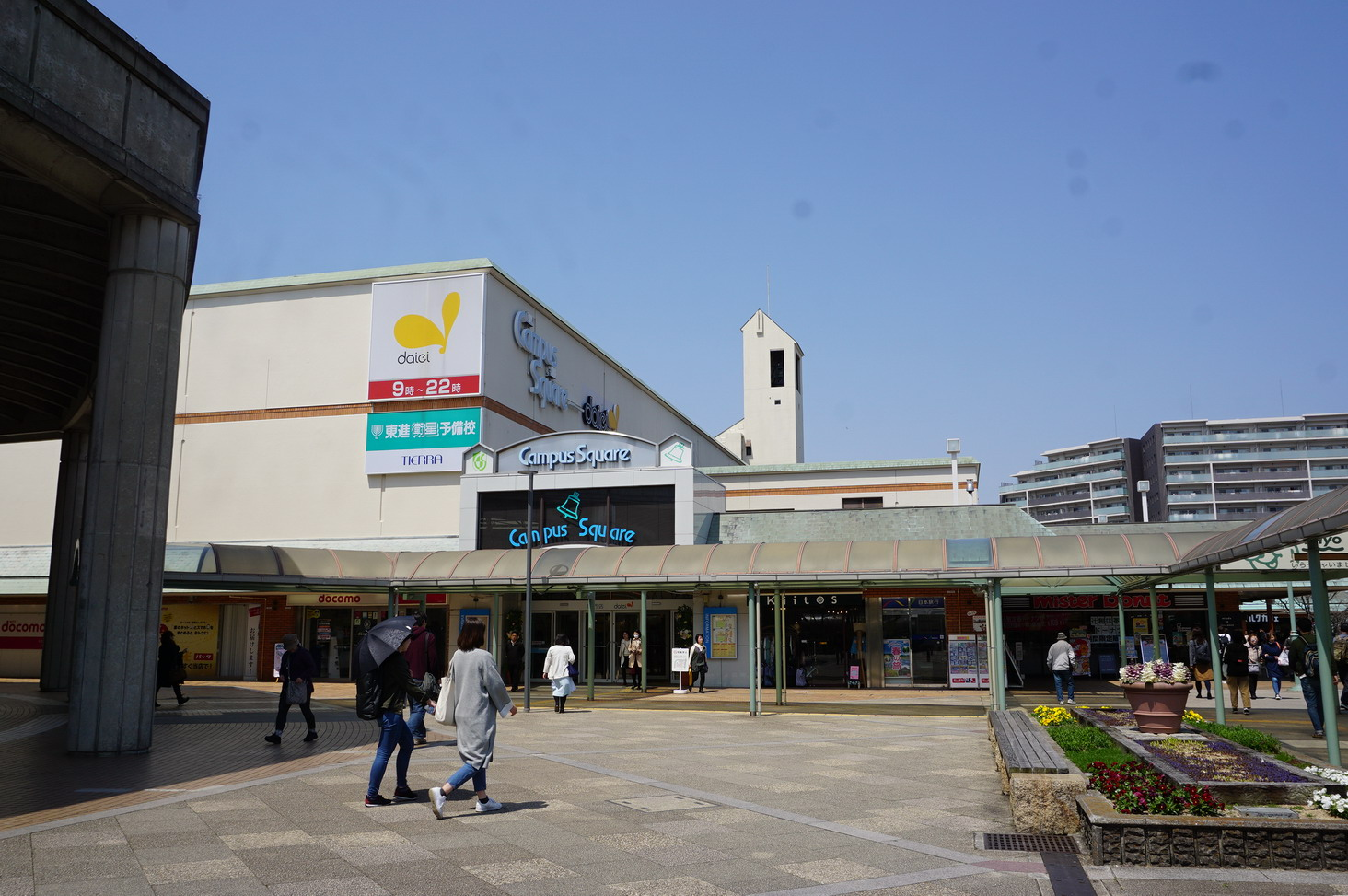
キャンパススクエア

- キャンパススクエア（ショッピングセンター）[11]
  - イオンフードスタイル神戸学園店
  - 喜久屋書店神戸学園都市店
  - スターバックスコーヒーキャンパススクエア店
  - モスバーガー学園都市店
  - ケンタッキーフライドチキン学園都市店
  - サンマルクカフェ学園都市店
- マクドナルド学園都市店
- マルアイ学園東町店 -- 北東へ約500m
- 家電住まいる館YAMADA神戸垂水店[12]
- ブランチ神戸学園都市
- MEGAドン・キホーテ 神戸学園都市店
- コストコ神戸倉庫店

### 金融機関
- 三井住友銀行ユニバープラザ学園都市出張所（旧太陽神戸銀行→太陽神戸三井銀行→さくら銀行）  - ※2024年3月11日より、神戸学園都市支店が北須磨支店（名谷駅の近く）内に移転しており、ユニバープラザ学園都市内にATMを新設。
- みなと銀行学園都市支店（知るカフェ併設）
- 神戸信用金庫学園都市支店

### 学校
- 兵庫県立大学本部・神戸商科キャンパス
- 神戸市外国語大学[10]
- 神戸市看護大学
- 流通科学大学[10]
- 神戸芸術工科大学[11]
- トヨタ神戸自動車大学校
- 神戸市立工業高等専門学校（総合運動公園駅からの方がやや近い）
- 神戸市医師会看護専門学校
- 兵庫県立神戸高等技術専門学院
- 兵庫県立伊川谷北高等学校（2025年4月より兵庫県立神戸学園都市高等学校）
- 神戸市立太山寺中学校

### その他
- 神戸学園西町郵便局
- ジェームス山自動車学院 学園都市校
- 太山寺 -- 北へ約2km
- 太山寺温泉（当駅から無料シャトルバス有）

## バス路線
神戸市バス
- 48系統・171系統　垂水駅行
- 121系統　（神戸市）西部障害者センター行（循環）

山陽バス
- 11系統　（山陽）垂水東口行

神戸市バス・山陽バス共同運行
- 50系統　朝霧駅行
- 51・53・54系統　舞子駅行き
- 56系統　緑が丘行（循環）
- 161系統  舞多聞方面行 / 小束台方面行（循環）

神姫バス
- 57系統・特急　明石駅行
- 西区学園東町地域コミュニティーバス（にじ色バス）

高速バス
- 洲本高速バスセンター行（神姫バス・淡路交通）
- 井川四交前行（山陽バス・神姫バス・四国交通）
- 上記以外の淡路島・四国方面へは高速舞子で乗降車、学園都市 - 舞子間は上記路線バスの51・53・54系統を利用。

夜行高速バス
- プリンセスロード号　東京渋谷（渋谷マークシティ）・新宿（バスタ新宿）行き（神姫バス・京王バス）

## 隣の駅
神戸市営地下鉄
西神・山手線
総合運動公園駅 （S13） - 学園都市駅 （S14） - 伊川谷駅 （S15）
- （）内は駅番号を示す。